# The Turn of the Screw
The Turn of the Screw is een horrornovelle geschreven door Henry James en werd voor het eerst gepubliceerd in afleveringen in Collier's Weekly van 27 januari tot 16 april 1898. Het verhaal werd later gebundeld in de verzameling The Two Magics, gepubliceerd door Macmillan in New York en Heinemann in Londen in oktober 1898. De novelle volgt een gouvernante die twee kinderen verzorgt in het afgelegen landhuis Bly in Essex. De gouvernante raakt ervan overtuigd dat de kinderen worden geteisterd door bovennatuurlijke verschijningen.
De ontvangst van The Turn of the Screw is door de jaren heen geëvolueerd. Bij de oorspronkelijke publicatie werd het gezien als een angstaanjagend spookverhaal. In de jaren dertig, met de opkomst van de psycho-analyse, suggereerden sommige critici echter dat de bovennatuurlijke elementen louter producten waren van de verbeelding van de gouvernante. In de vroege jaren zeventig erkende men door de invloed van structuralisme dat de ambiguïteit van de tekst een sleutelkenmerk was. Latere benaderingen omvatten analyses vanuit marxistisch en feministisch perspectief.
Henry James schreef de novelle in 1897 als onderdeel van een contract met Collier's Weekly voor een twaalfdelig spookverhaal. Het verhaal onderging later herzieningen voor een nieuwe editie, tien jaar na de oorspronkelijke publicatie. James' schrijfproces omvatte het dicteren van het verhaal aan zijn secretaresse, William MacAlpine, met wie hij notities uitwisselde. In zijn voorwoord voor de nieuwe editie gaf James inzicht in de invloeden en het schrijfproces van de novelle, waarbij hij aangaf bekend te zijn met onderzoek naar het bovennatuurlijke.

## Verfilmingen
- The Innocents (1961) regie door Jack Clayton
- The Turn of the Screw (1974) regie door Dan Curtis
- The House by the Cemetery (1981) regie door Lucio Fulci (geïnspireerd)
- The Turn of the Screw (1992) regie door Rusty Lemorande
- The Turn of the Screw (1999) regie door Ben Bolt
- The Others (2001) regie door Alejandro Amenábar
- In a Dark Place (2006) regie door Donato Rotunno
- The Turning (2020) regie door Floria Sigismondi